# Наманга
Нама́нга (англ. Namanga) — город на крайнем юге Кении, разделённый государственной границей с Танзанией. Расположен у подножья горы Ол-Доиньо-Орок (Олдоиньо-Орок, 2549 м) в провинции Рифт-Валли, рядом с национальным парком Амбосели, в 163 км к югу от Найроби. 
В городе Наманга находится самый популярный у туристов пункт пропуска через государственную границу с Танзанией на пути Найроби — Аруша.